# Planilla de ajedrez
Una planilla de ajedrez, también conocida como planilla de anotación, es un documento en formato papel, que sirve para demostrar el resultado final, firmado, al concluir una partida de ajedrez y poder ser entregado a la organización de un torneo de ajedrez para su cómputo a efectos de clasificación o eliminación de jugadores, dependiendo de las características del evento.
Al mismo tiempo sirve como registro y anotación de la partida desarrollada, para que su recuerdo sea perdurable y comprobable en el tiempo y poder ser reproducida a efectos de observación, independientemente que la partida sea oficial o amistosa.

## Campos a rellenar

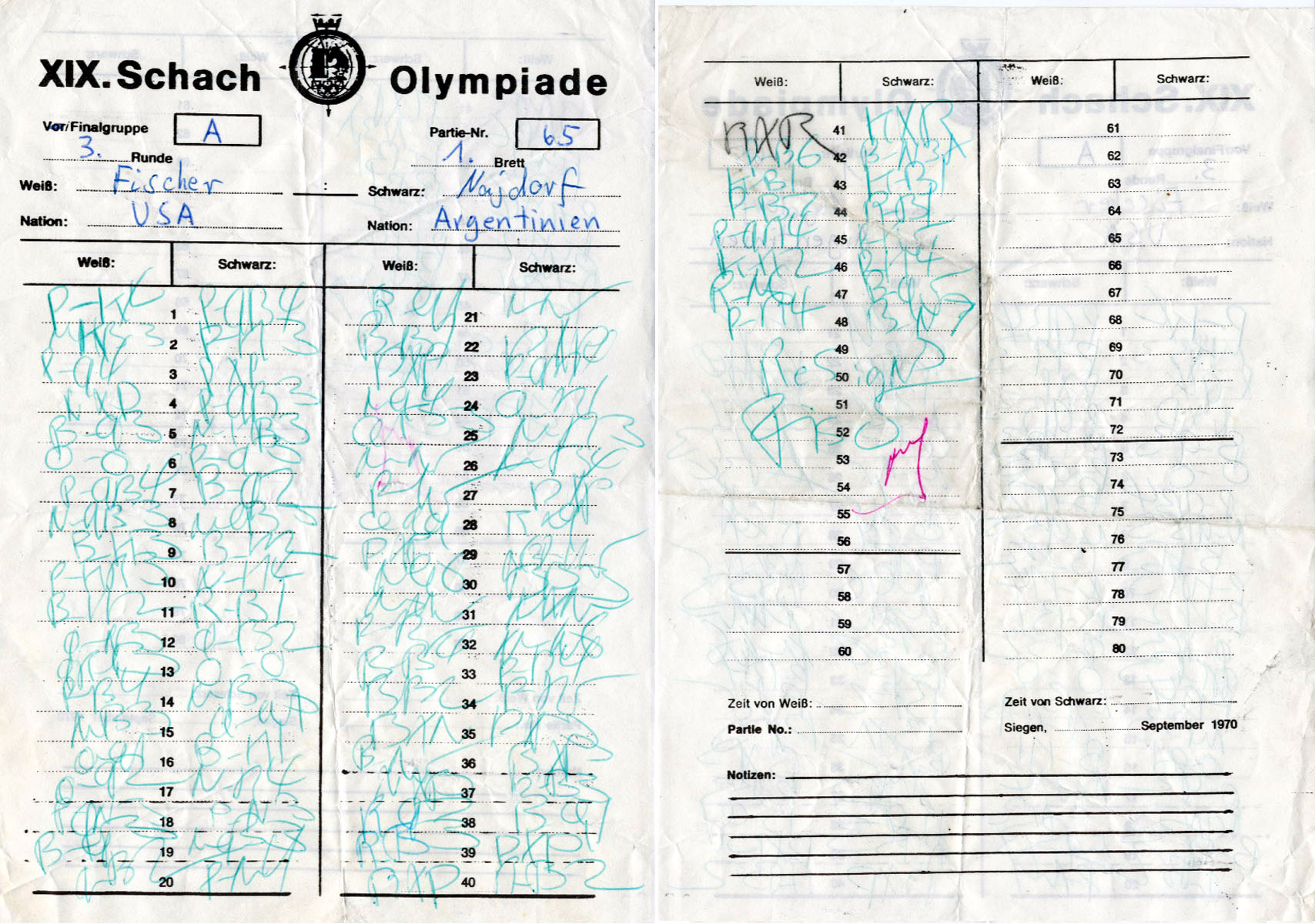
Planilla de anotación de Fischer correspondiente a la tercera ronda de las Olimpiadas de Ajedrez de 1970, frente a Miguel Najdorf.

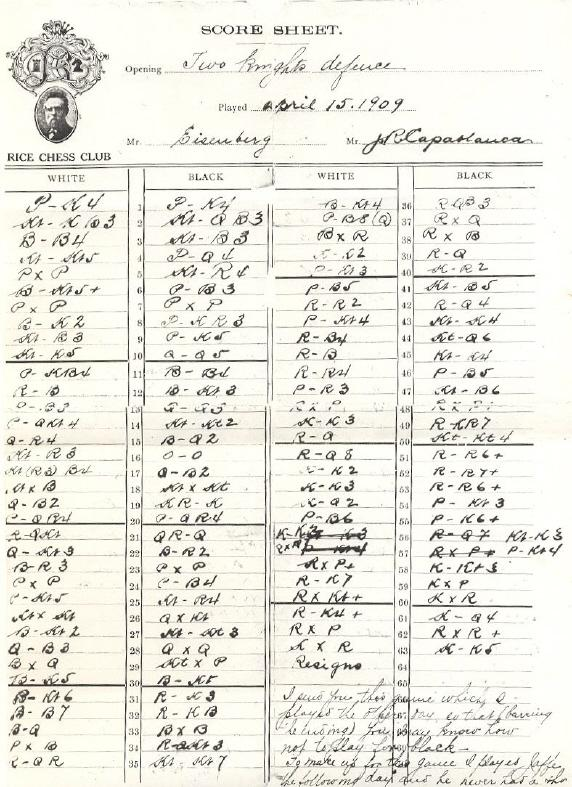
Partida del año 1909 entre Eisenberg y Capablanca.

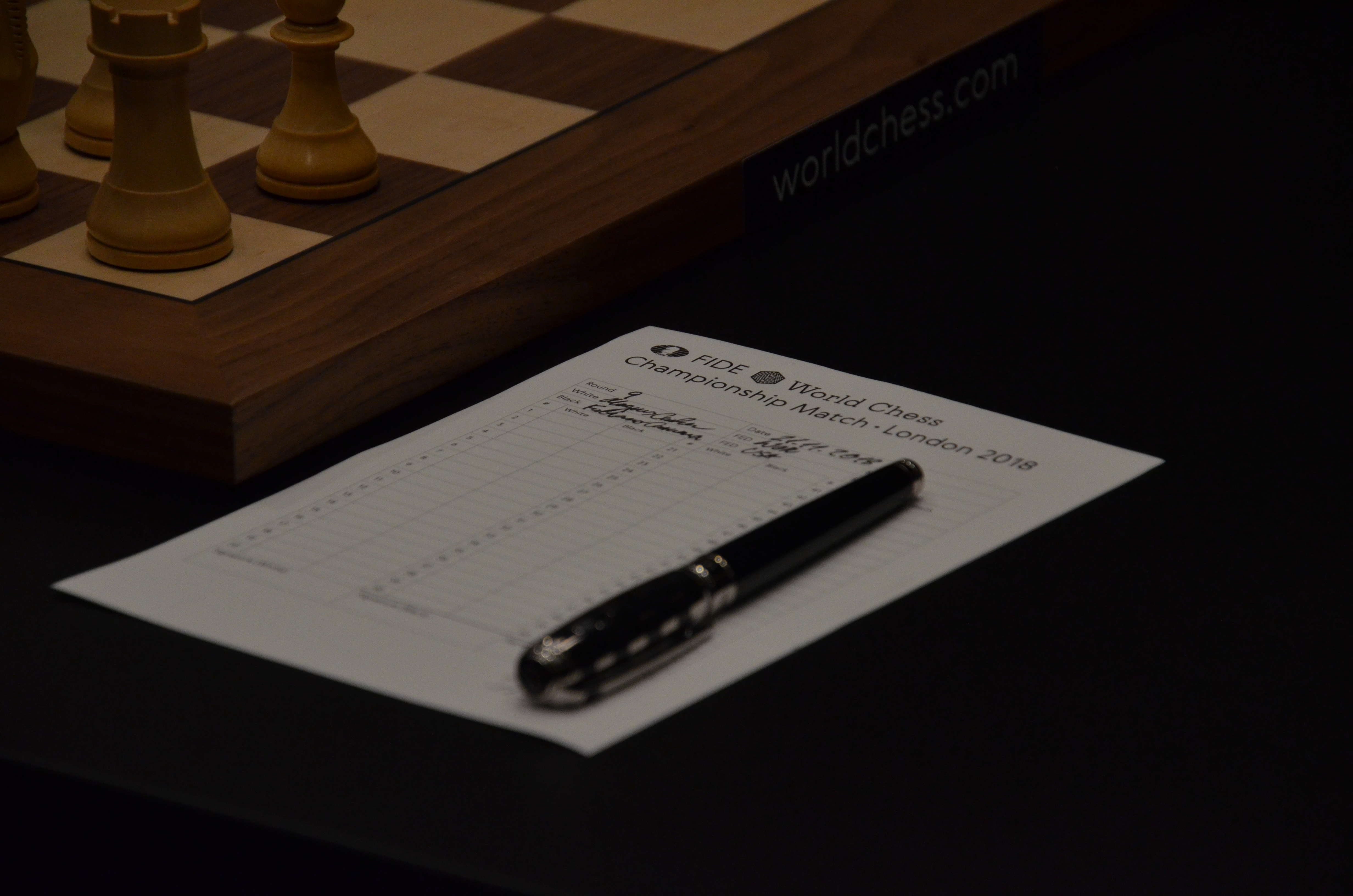
Planilla de Magnus Carlsen en su enfrentamiento ante Fabiano Caruana en el Campeonato Mundial de Ajedrez 2018.

Aunque cada organización puede hacer mandar imprimir sus propios formatos de planillas de ajedrez, en dimensiones y estilos de escritura, hay una serie de elementos comunes entre ellas.
La cabecera o parte superior de la planilla, suele disponer de los siguientes campos a rellenar:
- Fecha de la partida, donde se escribirá la fecha, generalmente en formato abreviado.
- Torneo o competición, donde se escribirá el nombre del torneo de ajedrez que se juega.
- Ronda: Donde se escribirá, el número ordinal de la partida en relación con el desarrollo del evento.
- Blancas: Generalmente se escribe el apellido, o nombre y primer apellido, del jugador que conduce las piezas de color claro.
- Negras: Generalmente se escribe el apellido, o nombre y primer apellido, del jugador que conduce las piezas de color obscuro.
- Resultado: A veces de forma separada hay un recuadro para escribir el resultado de forma completa y a veces, al lado de donde se escribe el nombre del jugador, en blancas o negras, aparece un recuadro para anotar de forma parcial e independiente el resultado de las blancas o las negras. 1-0 significaría que han ganado las blancas. 1/2-1/2, significaría que la partida ha terminado en tablas. 0-1 significaría que han ganado las negras. En el ejemplo que ganan las blancas, si hay dos recuadros parciales, se anotaría un 1 en el recuadro al lado del nombre que conduce blancas y un 0 en el recuadro al lado del nombre que conduce negras.
- Apertura: Opcionalmente, el jugador puede apuntar el nombre de la apertura o defensa que se ha jugado en la partida.

El cuerpo o resto de la planilla, viene generalmente dispuesto de varias columnas, en las que se encabezan con el nombre de blancas y negras. Debajo de estas suele haber unos recuadros, de forma rectangular, con el ancho de mayor dimensión que el alto, que son separados por un número que está en medio de las columnas aunque también puede estar a la izquierda. A veces el recuadro es sustituido por una línea o puntos suspensivos pero cumple la misma función.
En estos recuadros, donde aparece al lado el número, como fila, al hacer la intersección entre esta y la columna de blancas o negras no están indicando del movimiento, si lo ha habido, de las blancas o negras y el número de la jugada efectuada, durante el desarrollo de la partida. Así siempre el primer movimiento de la partida se situará en el cruce entre la columna de blancas y el número 1.
El número de jugadas o movimientos viene expresado en números cardinales. Así decimos, por ejemplo que tal partida duró cuarenta jugadas, independientemente que la partida, el último movimiento fuera de las piezas blancas o negras.
La forma de anotación sea en notación algebraica o notación descriptiva, o de diferentes formas de anotación viene relacionada con las leyes de ajedrez de las federaciones o de los organizadores de torneos a través del tiempo.
Terminada la partida, dejando poco espacio, en las columnas de la última jugada, se suele anotar también el resultado, si no se ha hecho en la cabecera y cada jugador firma, como hace habitualmente de su puño y letra, en la columna del color de piezas que ha jugado.
Las anotaciones deberán ser realizadas con tinta, de bolígrafo o pluma estilográfica, no siendo válido por costumbre, anotaciones que pudieran ser fácilmente borradas y cambiadas por otra anotación, como por ejemplo, realizadas por un lápiz.

## Reglamentación
En el caso de la Federación Española de Ajedrez , tienen en vigor desde el 1 de julio de 2009 las Leyes del Ajedrez de la FIDE, que regula en su artículo 8: La anotación de las jugadas, que en sus diferentes puntos especifica el proceder de cómo se tiene que actuar al respecto.